# Odra Sisačka
Odra Sisačka is een plaats in de gemeente Sisak in de Kroatische provincie Sisak-Moslavina. De plaats telt 906 inwoners (2001).